# AVRO CF-105 Arrow
De Avro CF-105 Arrow was een van deltavleugels voorziene, in technologisch en aerodynamisch opzicht voor zijn tijd zeer geavanceerde 2-motorige onderscheppings- annex luchtverdedigingsjager. Ondanks de uitstekende prestaties en vliegeigenschappen en de toegepaste hoogwaardige technologie is het toestel nooit operationeel geworden.
Als de CF-105 was geleverd dan zouden Canada en de North American Air Defense (NORAD) organisatie meteen over de meest geavanceerde luchtverdedigingsjager van zijn tijd beschikt hebben. Het ontwerp van het toestel was zijn tijd namelijk ver vooruit en veel van de toen al op de Arrow toegepaste technologie is nu pas terug te vinden in Amerikaanse vliegtuigen als de F-15, F-16 tot aan de F-22 Raptor toe.
Het klimvermogen van het toestel was enorm en het bleek ook op zeer grote hoogte en bij hoge snelheden zeer wendbaar (5 g-krachten) te zijn; in die tijd zeer moeilijk te behalen kwalificaties.
Alle bewapening bestond uit raketten en werd intern meegevoerd (nu ook in de F-22 Raptor en de Joint Strike Fighter) en door het revolutionaire nieuw Amerikaanse radargestuurde Hughes MX-1179 vuurcontrolesysteem waren onderscheppingen op ramkoers met de tegenstander mogelijk geworden. Dit in tegenstelling met de tot dusver uitgevoerde onderscheppingen waarbij de tegenstander altijd van achteren moest worden benaderd en aangevallen.
Helaas ging voor de Avro CF-105 Arrow hetzelfde op als voor de Britse BAC TSR-2; het was een uitstekend toestel maar gebouwd in de verkeerde tijd en in een verkeerd politiek klimaat. Beide waren het zeer hoogwaardige toestellen, die de productie – vanwege de politieke tegenstand – niet haalden.
De uiteindelijke productie bedroeg maar zes toestellen met registraties RL 25201 tot en met 25206.

## Geschiedenis
De Avro CF-105 Arrow moest de opvolger worden van de Canadese Avro CF-100 Canuck-onderscheppingsjager, die in de jaren 50 van de 20e eeuw operationeel was. In 1953 maakte de Royal Canadian Air Force (RCAF) de vervanging van dit vliegtuigtype bekend en werden tevens de eisen waaraan een toekomstige onderscheppingsjager moest voldoen openbaar:
- Bemanning van twee: vlieger en operator;
- Tweemotorig;
- Maximumsnelheid boven mach 2;
- Vliegplafond boven 18,6 km (60.000 voet);
- Vliegbereik van minimaal 370 km (200 zeemijl);

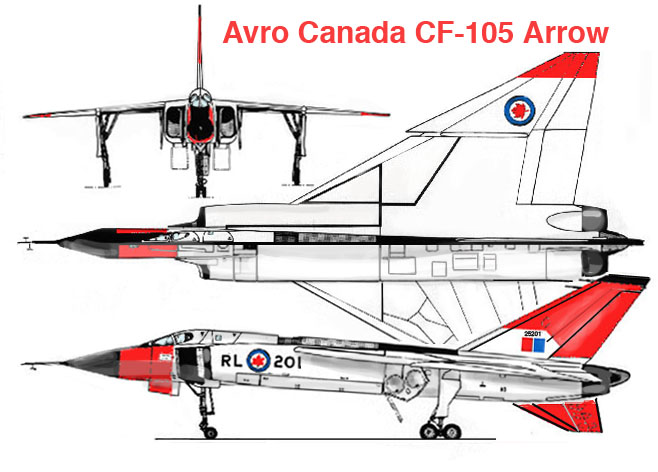
Aanzichten van de Arrow.

De Arrow werd ontwikkeld in antwoord op de Russische dreiging met grote aantallen atoombommenwerpers die over de pool zouden worden ingezet. Het was belangrijk om hiertegen een toereikende macht aan onderscheppingsjagers gereed te hebben die de vijand al vroeg en boven dunbevolkt gebied kon decimeren voordat er grote steden konden worden bereikt.
Het toestel werd geheel zelf ontworpen en gebouwd door de constructieafdeling van de Canadese firma AVRO Aircraft Limited.
De ontwikkeling van de Arrow was uniek in het feit dat het prototype met dezelfde apparatuur werd gebouwd als die op dat moment ook voor de andere vliegtuigtypen uit de fabriek werden gebruikt. Dit betekende een enorme winst in tijd en geld omdat een handgemaakt – en dus duur - prototype op deze manier werd vermeden. Tevens betekende het dat de productielijn meteen na de goedkeuring van het ontwerp kon worden gestart.

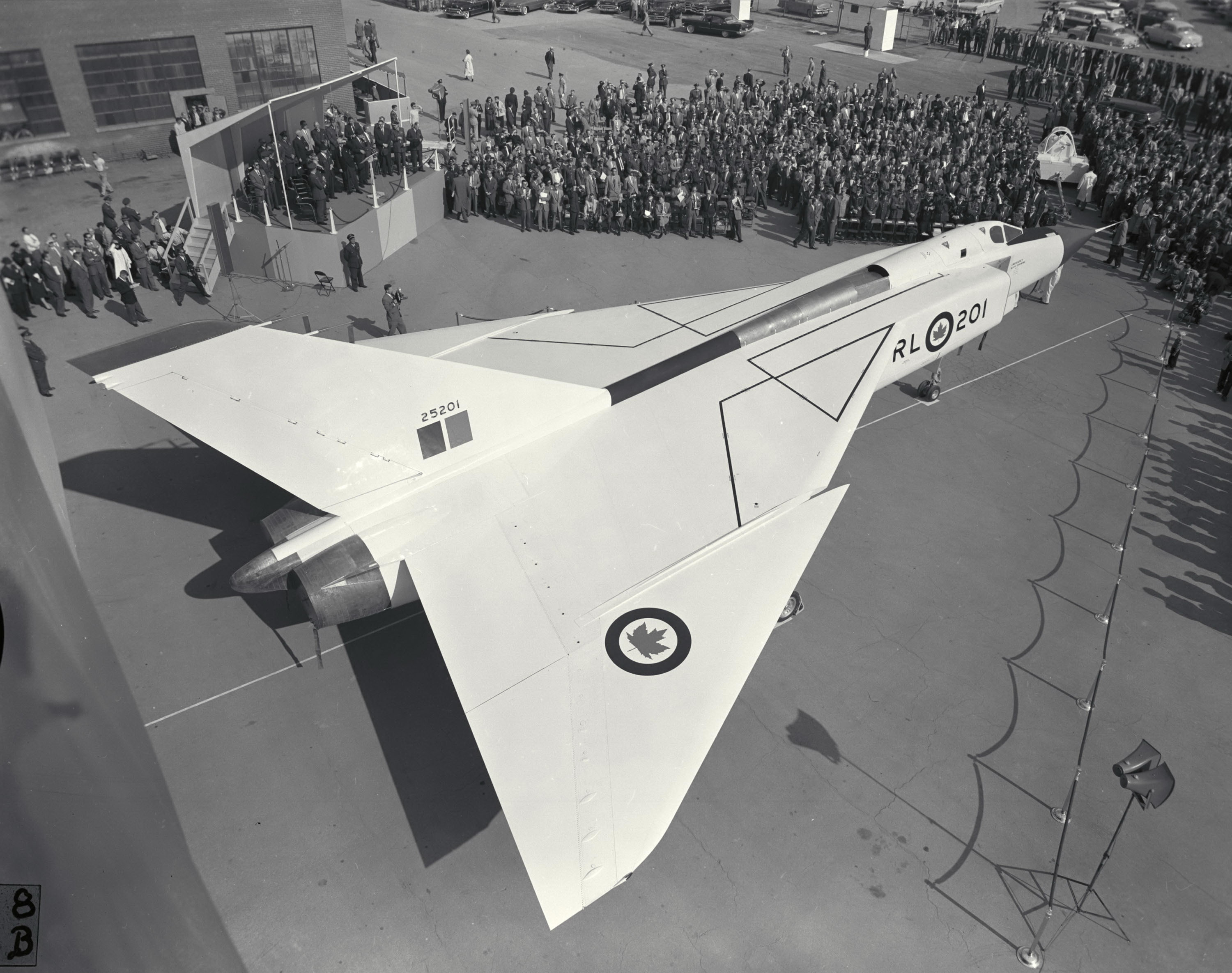
De roll-out van RL-201 op 4 oktober 1957.

De Avro CF-105 Arrow RL25201 was de eerste van de totaal zes gebouwde Arrows. De officiële roll-out van de “201” vond in oktober 1957 plaats in Malton (Ontario). De “201” was ook de eerste Arrow die op 25 maart 1958 het luchtruim koos. Deze maiden flight duurde 35 minuten en werd uitgevoerd door de testvlieger Jan Zurakowski. Tussen 1958 en 1959 volgden de andere toestellen.
Enige tijd later werd de “201” ook het eerste toestel met schade toen het op 11 juni 1958 na een 1,5 uur durende vlucht terugkeerde. Een van de wielen zat bij de landing niet vast in zijn borging en klapte bij belasting weer in. Hierdoor raakte het toestel van de baan waarbij het aanzienlijk werd beschadigd.
Het landingsgestel van de Arrow zorgde vanaf het begin voor de nodige problemen. Dit kwam door:
- de gewichtsbeperkingen waaraan het diende te voldoen;
- de extra belasting die er op kwam te staan bij landingen met hoge snelheden;
- de dunne vleugel die slechts een minimale bergruimte bood.

Voor het hoge landingsgestel (poten van 2,5 m) werd een zeer lichte, sterke en dure magnesium metaallegering gebruikt dat een belastbaarheid kon verdragen van tussen de 260.000 - 280.000 pond per vierkante inch. Vanwege het enorme vermogen van de motoren en de hiermee samenhangende hoge temperatuur werd voor diverse dragende onderdelen en motordelen gebruikgemaakt van het juist ontdekte titanium.
Op 5 oktober 1958 was de 25201 weer in de lucht; na herstelwerkzaamheden en enkele modificaties was het weer vliegwaardig verklaard.
De Arrow met registratienummer 25203 vloog op 22 september 1958 voor het eerst, na enkele jaren van tests en ontwikkeling. Tijdens de eerste 2 uur durende vlucht die nagenoeg totaal op mach 1,5 werd uitgevoerd werd dus meteen al de geluidssnelheid overschreden.
De buitenkant van de toestellen was spierwit gespoten. Deze dayglow kleur diende om de ingenieurs die het toestel tijdens de vlucht volgden en vanuit andere toestellen gadesloegen, een zo duidelijk mogelijk zicht op de Arrow te geven. Verder was de 25203 de enige Arrow die ooit de Canadese Commonwealthvlag (de "Red Ensign") op de staart voerde.

## Het einde van het project
In de herfst van 1958 schrapte de Canadese regering van John Diefenbaker, die een jaar eerder was gekozen, als eerste het Astra-Sparrow 2 wapensysteem, vanwege de hoge kosten.
In reactie hierop ging de RCAF zelf in onderhandeling met fabrikanten en kon het Amerikaanse Hughes MG-3 wapensysteem bijna voor niets worden aangeschaft, omdat Canada deelnam aan NORAD en toestemming had gegeven om op diverse locaties nieuwe radarsystemen te bouwen.
De hoge kosten gingen dus drastisch omlaag maar de regering Diefenbaker weigerde om geld voor de Canadese verdediging uit te geven. Deze hanteerde de stelregel dat als de Sovjet-Unie de Verenigde Staten wilde aanvallen het niet hun zaak was en dat Canada daar buiten stond. Hierbij vergaten ze even dat de kortste aanvalsroute via de pool over Canada liep en dat de Canadese verdediging in het voorbijgaan zou worden uitgeschakeld.
In hetzelfde tijdvak werd door de CIA en de firma Lockheed gewerkt aan het U-2 project. Dit toestel was slechts subsonisch maar kon hoogten van 18 km bereiken; iets dat in die jaren nog bijna onmogelijk was, behalve voor de Arrow, die haalde niet alleen de hoogte maar was ook nog supersonisch.

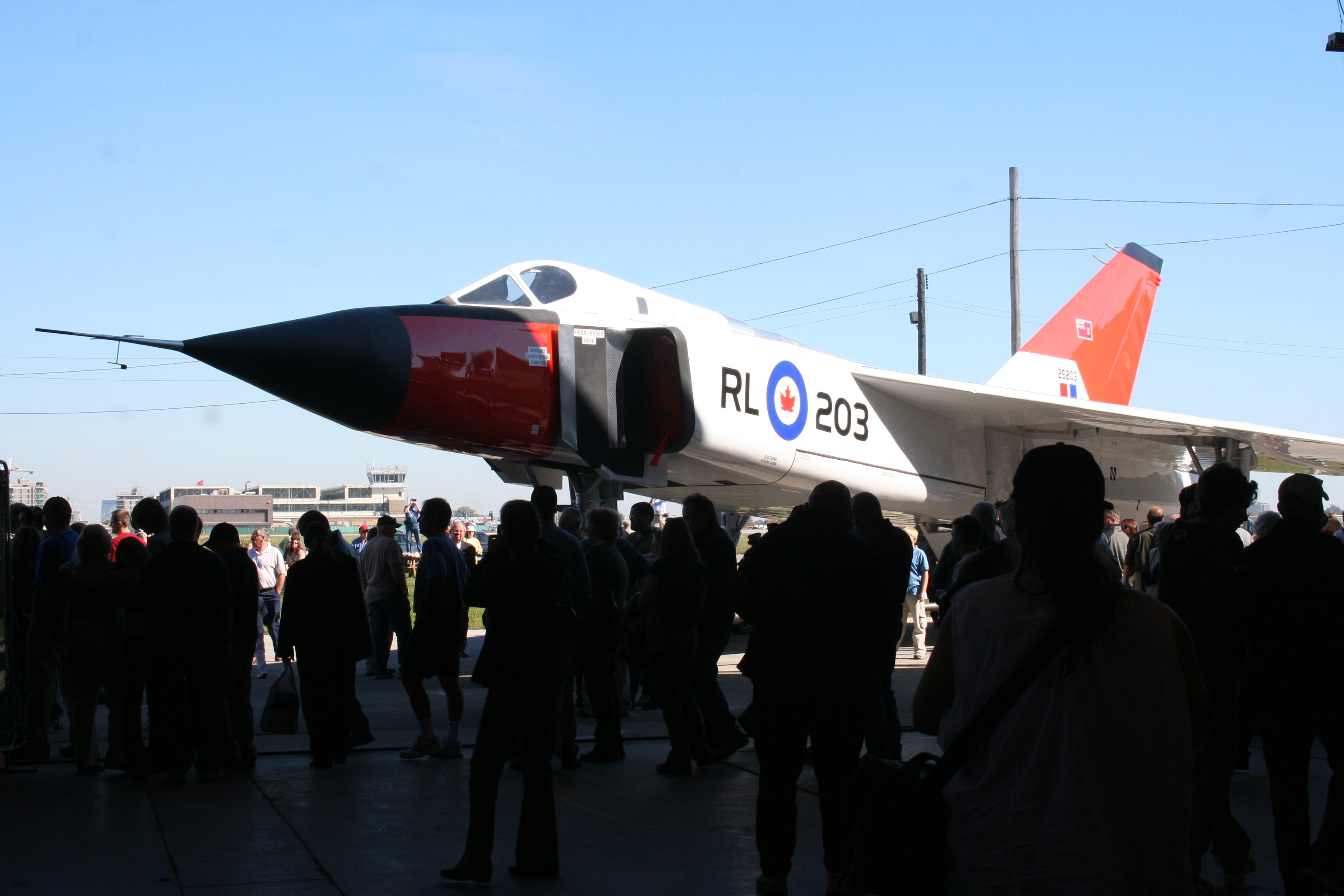
Rollout van een replicatoestel op ware grootte.

De Arrow werd dus als geduchte concurrent gezien en de Amerikaanse regering wilde het toestel heel graag zelf hebben. Men speelde hierop in door aan te bieden de dure ontwikkeling van het hele Arrow project over te nemen en de Arrows daarna aan Canada te verkopen, maar de regering Diefenbaker, die niet wilde begrijpen dat defensie duur was, weigerde dit ook.
Van Amerikaanse zijde werd toen de aandacht gevestigd op de Boeing CIM-10 Bomarc raket. Omdat men in die dagen dacht dat de toekomst van luchtverdediging alleen nog was weggelegd voor raketten werd dit idee door de Canadezen van harte toegejuicht.
De Bomarcs zouden dan vanaf twee bases in Canada worden afgevuurd en de Bomarcs hadden een beperkt bereik; er bleef een heel groot gebied over dat niet werd afgedekt. Als bewijs hiervoor had de USAF achttien nieuwe bases gepland, later werd dat herzien naar veertien en uiteindelijk werden het er acht.
De regering Diefenbaker ging hierop in. Het Bomarc-system werd voor 200 miljoen dollar gekocht, en op 20 februari 1959 werd het AVRO CF-105 Arrow-project gestopt. Voor de prijs die voor de Bomarcs werd betaald zouden 135 Arrows kunnen zijn geleverd en compleet met hun wapensysteem operationeel gesteld kunnen worden.

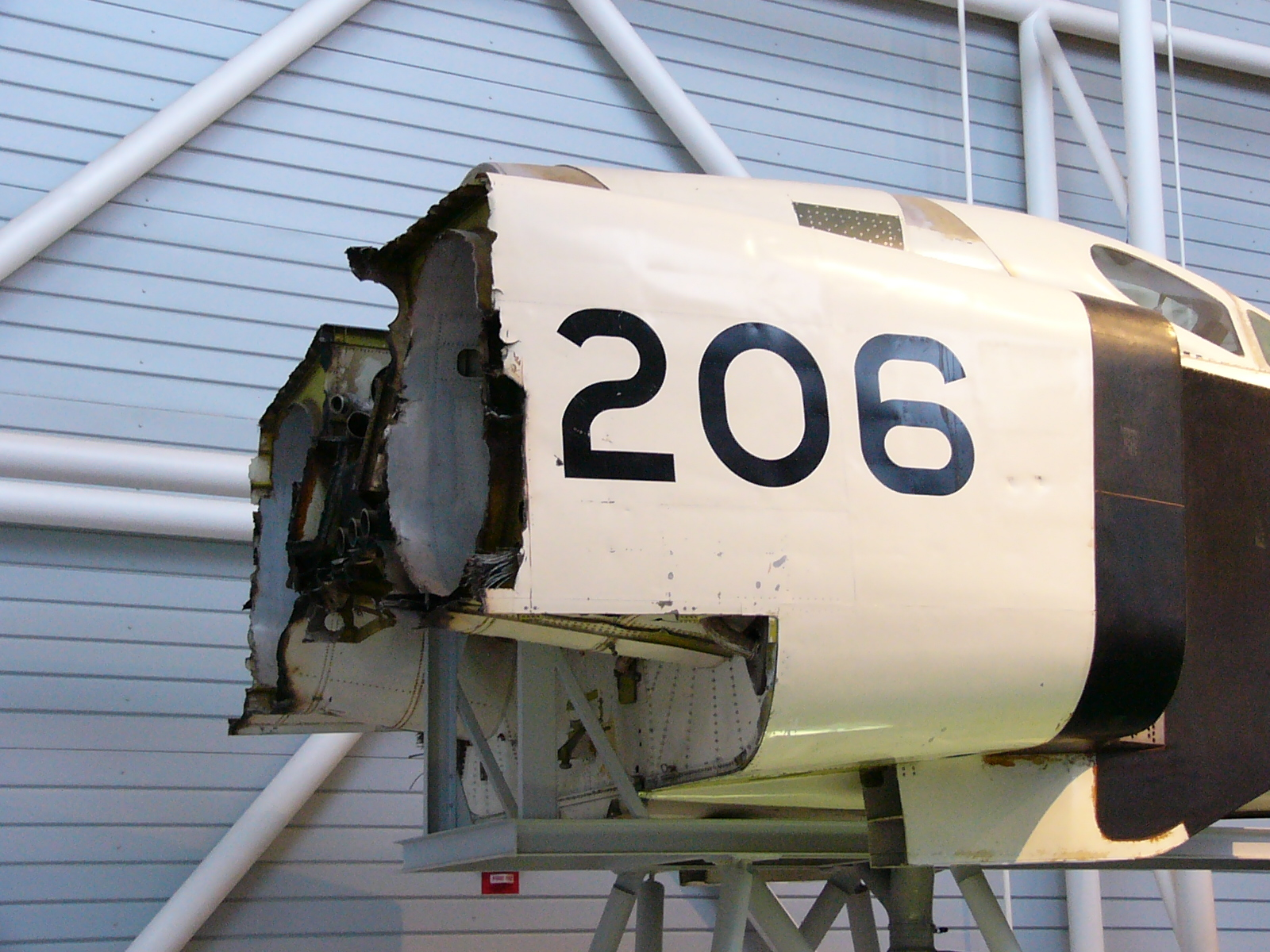
Bij dit restant van de voorzijde is goed zichtbaar hoe de snijbrander zijn werk heeft gedaan.

Het resultaat van deze actie was dat hierdoor 15.000 mensen van de firma AVRO op staande voet werden ontslagen en dat de firma zelf – ooit de grootste van Canada – terugviel naar een firma met 500 personeelsleden die onderhoud aan diverse toestellen deed en aluminium boten maakte.
Veel goed opgeleide ex-Avro-ingenieurs trokken naar de Verenigde Staten en vonden daar werk in een goedlopende vliegtuigindustrie of bij de NASA. Anderen gingen naar Engeland en vonden werk bij het ontwerpen van de Concorde.
Hier kwam een opvallende gelijkenis met het Britse BAC TSR-2 project aan het licht. Toen het Arrowproject werd afgeblazen moesten de geleverde toestellen, de gereedschappen en uitrusting en alle blauwdrukken zo snel mogelijk worden vernietigd.
De apparatuur en onderdelen werden voor $350.000 verkocht aan de firma Sam Lax & Co. Te Mississauga. De zes toestellen met een waarde van 3 miljoen dollar per stuk werden voor $2.500 per stuk aan dezelfde firma verkocht en met snijbranders vernietigd.
Op het punt dat het Arrow programma werd afgebroken hadden vijf van de zes afgeleverde toestellen slecht 70,5 vlieguren gemaakt. Tijdens de testvluchten werd hierbij een snelheid van mach 2.1 behaald en een maximale hoogte van 18.200 m. Dit zijn zelfs naar de actuele maatstaven zeer indrukwekkende resultaten.
De laatste vlucht met de Arrow vond plaats op 7 februari 1959.